# Patrik Bodén
Lars Patrik Bodén, född 30 juni 1967 i Fryksände församling i Torsby kommun, är en svensk friidrottare och tidigare världsrekordinnehavare i spjutkastning. Personbästa och det dåvarande världsrekordet lyder på 89,10 m, som han kastade i Austin, Texas i USA 24 mars 1990.
Bodén blev svensk mästare sju gånger och deltog i tre VM-finaler samt två OS. Hans främsta internationella mästerskapsmerit är ett brons i EM 1990 i Split, Jugoslavien. Bodén nämndes sedan ofta som stark medaljkandidat inför de stora mästerskapen, men lyckades inte nå någon ytterligare placering bland de tre bästa. 

## Biografi

### Tidiga framgångar
Den 24 mars 1990 lyckades Bodén vid tävlingar i Austin, USA slå Peter Borglunds svenska rekord från 1989 (84,76 m) med ett kast på 89,10 m. Rekordet gäller fortfarande. Det rörde sig även om ett världsrekord i det att han förbättrade Jan Železnýs rekord från 1987 (87,66 m). Världsrekordet förlorade han till Steve Backley senare under 1990. Detta år deltog han också vid EM i Split där han tog bronsmedaljen på 82,66 m.
Bodén var med vid VM 1991 i Tokyo där han kom åtta på 78,58 m.
Bodén vann SM i spjut åren 1992 till 1995 (på 80,24 m, 81,84 m, 86,24 m resp. 77,58 m.
1992 var han med vid OS i Barcelona, men blev utslagen i kvalet.
1993 kom han åtta i VM, på 78,00 m.
1994 tog han en fjärdeplats vid EM i Helsingfors, på 81,34 m.
1995 var han med i VM, men blev utslagen i kvalet.

### Den senare spjutkarriären
Han hade tänkt vara med vid OS 1996, men slet av en hälsena. När Bodén slet av hälsenan vid en gala i Paris sommaren 1996 hade han dessförinnan svarat för en väldigt stark vårsäsong där han slagit världseliten i flera tävlingar och kastat ett tiotal kast över 85 meter.
Han vann ytterligare ett SM 1997 (84,66 m) och var dessutom med i VM där han dock blev tolva.
1998 var han med i EM i Budapest och kom då tolva. Han vann även SM med 77,75 m.
Han var med vid VM i Sevilla 1999, men slogs ut i kvalet. Däremot vann han SM detta år, med resultatet 79,97 m.
Vid OS 2000 blev han utslagen i kvalet, på 78,06.
Samma öde rönte han vid VM 2001.

### Efter spjutkarriären
Efter karriären jobbar han som inköpare på Löfbergs Lila.

### Utmärkelser
År 1991 blev han Stor grabb nr 393.

## Meriter och noteringar

### Placeringar i större mästerskap
- EM 1990 i Split - brons
- VM 1991 i Tokyo - 8:e
- OS 1992 i Barcelona - Utslagen i kval
- VM 1993 i Stuttgart - 8:e
- EM 1994 i Helsingfors - 4:e
- VM 1995 i Göteborg - Utslagen i kval
- OS 1996 i Atlanta - Missade tävlingen p.g.a. avsliten hälsena
- VM 1997 i Aten - 12:e
- EM 1998 i Budapest - 12:e
- VM 1999 i Sevilla - Utslagen i kval
- OS 2000 i Sydney - Utslagen i kval[3]
- VM 2001 i Edmonton - Utslagen i kval

### Årsbästa
- 1986 - 74,66 m[7]
- 1990 - 89,10 m[7]
- 1991 - 79,64 m[7]
- 1993 - 88,26 m[7]
- 1994 - 83,54 m[7]
- 1995 - 80,12 m[7]
- 1997 - 86,52 m[7]
- 1998 - 85,15 m[7]
- 1999 - 84,52 m[7]
- 2000 - 85,16 m[7]
- 2004 - 71,32 m
- 2008 - 61,80 m

### Personliga rekord
Utomhus
- Spjut – 89,10 (Austin, Texas USA 24 mars 1990)[8][7]

Inomhus
- Kula – 15,61 (Karlstad, Sverige 2 februari 1999)[8]